# Алкалоид (компанија)
Алкалоид је македонска компанија за производњу лекова, прераду биљних сировина, производњу козметичких и хемијских производа. "Алкалоид" је акционарско друштво у оквиру којег раде два профитна центра: Фармација и Хемија, Козметика и Траварство; и има ћерку компанију („Алкалоид КОНС“), као и 13 подружница ван Македоније (у Србији, Црној Гори, Косову, Албанији, Босни и Херцеговини, Хрватској, Словенији, Швајцарској, Бугарској, Румунији, Украјини, Русији и САД). Предузеће је доминантан капитал у власништву приватних акционара, од којих су 5,05% страни инвеститори.

## Историја
"Алкалоид" је почео са радом 15. августа 1936. године са два погона и само 15 радника, производећи 350 килограма фармацеутских сировина. Десет година касније, фабрика је десетоструко повећала обим производње. 1957. године почиње са радом Галенов погон за производњу лекова . 1967. године представљен је бренд "Прокулин". Седамдесетих година 20. века пуштена је у рад нова фабрика површине 7.000 квадратних метара, која је објединила Фабрику "Биљка", Фабрику хемикалија и фотоматеријала "Лафома" и Фабрику сапуна и козметике " Цветан Димов ". 1978. године почела је продаја бренда "Бекутан".
Крајем 1980-их, менаџмент Алкалоида, на челу са Трајчетом Мукаетовим (који је постављен за директора 1985. године), започео је процес реорганизације, а темељи модерног корпоративног управљања постављени су 1994. године . У то време, уз финансијску подршку Европске банке за обнову и развој и Међународне финансијске корпорације, „Алкалоид“ је започео велики инвестициони циклус. 2003. године "Алкалоид" је покренуо нову микробиолошку лабораторију, 2005. године нову хемијску лабораторију, 2009. године отворен је Институт за истраживање и развој, 2014. године отворена је лабораторија "АлкаЛаб" у Љубљани, а 2016. године био је Центар за контролу квалитета. је основана. Као израз друштвене одговорности, у мају 2007. године основана је Фондација „Трајче Мукаетов“, која је од 2016. године стипендирала 344 студента фармације и медицине Универзитета „Св. Ћирила и Методија“ у Скопљу, а 34 стипендиста запослило се у „Алкалоиду“. Штавише, од свог оснивања до 2016. године, фондација је доделила стипендије у износу од 63,2 милиона денара.
У 2016. години "Алкалоид" је био водећа фармацеутска компанија у Македонији и шеста по величини у југоисточној Европи, са 1.600 запослених, од чега 1.200 у Македонији и преко 300 у иностранству. Дана 20. септембра 2016. године у хотелу „ Александар палас“ обележена је осамдесета годишњица оснивања „Алкалоида“, а свечано обраћање одржао је генерални директор Живко Мукаетов.

## Организациона структура
Од 1979. године "Алкалоид-Апотека" је основала одељење задужено за развој и сарадњу са иностраним компанијама у смислу уговора за заступништво, за дистрибуцију, за консигнациона складишта. Успешно дугогодишње пословање и искуство стечено у овом сегменту били су основа за оснивање компаније за продају и увозно - извозне услуге "АЛКАЛОИД КОНС" ДООЕЛ, која од 5. фебруара успешно и самостално послује у Републици Македонији. 2004. године у циљу припреме промене организационе структуре и стварања комплементарности у делатности, 2006. године у Скопљу је основано предузеће „Алкалоид Премази” (сегмент који се бави бојама и лакова) као посебна организациона јединица, чиме је број предузећа – кћери Алкалоида АД Скопље“ нарасла на 11.
„Алкалоид“ има 14 филијала и четири представништва у неколико земаља, као што су: Србија, Црна Гора, Бугарска, Косово, Босна и Херцеговина, Хрватска, Словенија, Швајцарска, Албанија, Турска, Русија, Украјина и САД . "Алкалоид" је у 2016. години преко 60% своје производње продао у иностранству, на тржиштима око 30 земаља, и то: 35% у земљама југоисточне Европе, 17% у земљама ЕУ, 7% у Русији и 2% у САД .
Извршни директор "Алкалоида" је Живко Мукаетов .

## Производња
У производњи фармацеутских производа "Алкалоид" примењује савремену технологију која му омогућава пласман на тржишта Европске уније . Агенција за лекове и медицинска средства Републике Словеније је у 2017. години извршила инспекцију погона за производњу лекова и обновила сертификате о усклађености са принципима добре произвођачке праксе, који важе за три године, дефинисано у директивама Европске уније.

### Кафетин
Кафетин је далеко најраспрострањенији и најпознатији производ "Алкалоида АД Скопље". Лек је лансиран 1957. године и постао је најпродаванији производ на територији бивше Југославије, а продаван је и на тржиштима 15 земаља, укључујући Русију, Бугарску и Румунију .
Кафетин спада у групу комбинованих аналгетика. Садржи четири компоненте: парацетамол (250 мг), пропифеназон (210 мг), кодеин (10 мг) и кофеин (50 мг). Минималне дозе активних компоненти омогућавају минималну инциденцу нежељених ефеката, а у Националном центру за нежељена дејства лекова Македоније не постоји ниједан регистрован случај нежељених ефеката кофеина.

### Бекутан
„Алкалоид“ је 8. марта 1978. године започео производњу производа из програма Бекутан, када су технолог Блажо Ставров и фармацеут Софка Солеска ручно направили крем „Бекутан“ у количини од три килограма, коју су дали деци у обданиште. Постепено се асортиман производа ширио и у 2018. години обухватао је 26 производа са преко 50 различитих паковања.

## Финансијски резултати
У 2016. приход од продаје "Алкалоида" износио је 6.418.580.770 денара, што је повећање од 7% у односу на 2015. годину. Добит пре финансијских расхода, пореза и амортизације је износила 1.208.748.918 денара (пораст од 13%), а нето добит је порасла за 9%. На консолидованој основи, укупни приходи од продаје износили су 8.292.770.038 денара (повећање од 6% у односу на 2015. годину), што је последица раста продаје на домаћем тржишту за 3% и раста извоза за 8%. Истовремено, од укупних консолидованих прихода од продаје, 40% је остварено у Македонији, а 60% на иностраним тржиштима.
У 2017. години укупни консолидовани приходи од продаје износили су 9.094.716.094 денара, од чега је 38% остварено на македонском тржишту, а 62% на иностраним тржиштима. Консолидована добит пре финансијских расхода, пореза и амортизације (ЕБИТДА) износи 1.413.336.067 денара, а нето консолидована добит 809.277.171 денара. Истовремено, улагања у основна средства изнесу 861.420.437 денара.

## Друштвена одговорност
Током 2019. и 2020. године „Алкалоид“ је реализовао донацију Општој болници у Кавадарцима у укупној вредности од 10,5 милиона денара, намењену опремању одељења за женске болести.

## Награде и признања
„Алкалоид“ је у 2017. години добио награду за најбољу друштвено одговорну праксу у категорији „Однос према запосленима“ коју додељују Министарство привреде и Координационо тело за друштвену одговорност. Истовремено, „Алкалоид“ је добио ову награду за реализовани пројекат „Имплементација система управљања талентима“. Од 2009. године, „Алкалоид“ је осам пута освајао ову награду за друштвену одговорност, у неколико категорија: за етички менаџмент (за пројекат „Етички кодекс и пословно понашање“), за однос према запосленима (за пројекте „Управљање људским ресурсима “ 2008/9- 2011“ и „Имплементација система управљања талентима“), за улагање у заједницу (за пројекте „Политика друштвене одговорности Алкалоида АД – Симбиоза за здравији живот и будућност“, „Буди ми пријатељ“ и „Подршка спорту и национални тимови“) и за однос према животној средини (за пројекат „Обновљиви извори енергије и енергетска ефикасност у инвестиционим активностима“).